# Maquoketa, Iowa
Maquoketa là một thành phố thuộc quận Jackson, tiểu bang Iowa, Hoa Kỳ. Năm 2010, dân số của thành phố này là 6141 người.

## Dân số
Dân số qua các năm:
- Năm 2000: 6112 người.
- Năm 2010: 6141 người.